# Orfgen
Orfgen ist eine Ortsgemeinde im Landkreis Altenkirchen (Westerwald) in Rheinland-Pfalz. Sie gehört der Verbandsgemeinde Altenkirchen-Flammersfeld an.

## Geographie
Der Ort liegt etwa zwei Kilometer nördlich von Flammersfeld, unweit des Treffpunkts von Bundesstraße 256 und Landesstraße 267 bei Schürdt.
Zu Orfgen gehören auch die Wohnplätze Berg und Hahn.

## Geschichte
Orfgen wurde erstmals 1427–1430 im Mirakelbuch der Kirche zu Hilgenroth schriftlich erwähnt. Woher der Ortsname genau kommt, ist unbekannt. Der Name von Orfgen hat sich seitdem mehrfach geändert: Orffe (1452), Orffge (1470, 1523), Orffgen (1576), Orfgen (1675) – andere Formen sind bekannt. Schon früh (1452) gehörte Orfgen zum Kirchspiel Flammersfeld. Die Kirchspiele waren in der Grafschaft Sayn auch Verwaltungsbezirke. Das Kirchspielsgericht Flammersfeld gehörte zur hohen Feste Birnbach-Altenkirchen (ab 1430) und später (1636) zum Landgericht Hachenburg.
Im Mittelalter zählte Orfgen zur Grafschaft Sayn. Nach der Einführung der Reformation in der Grafschaft Sayn wurden die Einwohner lutherisch und später reformiert. Nach der Landesteilung der Grafschaft Sayn im 17. Jahrhundert gehörte Orfgen zur Grafschaft Sayn-Hachenburg.
Die Gemeinde Orfgen besteht aus vier, früher fünf, Ortsteilen: Hofacker, Berg, Hahn und Höllburg. Ziegenhahn gehört inzwischen zur Gemeinde Ziegenhain. Die Gemeinde Orfgen gründete 1755, als größter Ort des Kirchspiels Flammersfeld, eine eigene Schule, wozu Räumlichkeiten in Orfgen und Berg angemietet wurden. 1842 wurde vom Gemeinderat beschlossen, die ausgelagerte Schule in Berg (für die Ortsteile Hahn und Berg) mit der Schule von Orfgen zu vereinigen und ein eigenes Schulgebäude zu bauen. 1846 war das Bauwerk fertiggestellt. Es stand etwas schräger und unterhalb des heute noch stehenden Gebäudes auf demselben Bauplatz am Hofacker. Der Lehrer August Flammersfeld aus Oberbieber gründete 1905 einen Leseverein und mit Unterstützung der „Gesellschaft für Verbreitung von Volksbildung“ in Berlin eine Volksbibliothek. 1908 beschloss der Ortsgemeinderat, eine neue Schule zu bauen – angeblich, weil die alte Schule baufällig geworden sei. In Wirklichkeit dürfte es darum gegangen sein, ein neues Gebäude mit geeigneten Räumlichkeiten für diese Volksbibliothek zu schaffen. Das alte Fachwerkgebäude aus 1846 wurde für 500 Mark verkauft, abgebaut und im Ortsteil Höllburg wiedererrichtet, dort steht es noch heute. Auf dem alten Schulgelände wurde 1910 eine neue Schule eröffnet, welche bis zur Schließung kleiner Dorfschulen in den 1960er-Jahren in Betrieb war. Ab August 1965 wurde der Schulbetrieb von der Mittelpunktschule in der Nachbargemeinde Flammersfeld übernommen und das alte Schulhaus kam in private Hände. Es steht heute noch und wird seit 2004 renoviert.
1917 erhielt Orfgen einen Telefonanschluss, 1925 wurde das Dorf an das Stromnetz angeschlossen. Wasser wurde aus Brunnen und Quellen entnommen, bis die Gemeinde 1984 an das Flammersfelder Wassernetz angeschlossen wurde. Erst 2007 wurden die letzten Reste der ehemaligen Quellwasserentnahme entfernt.
Seit 1932 gibt es einen Schützenverein in Orfgen, den KKSV – Kleinkaliberschützenverein Orfgen mit eigenem Schützenhaus, Schießstand und einem jährlichen Schützenfest.
Bevölkerungsentwicklung
Die Entwicklung der Einwohnerzahl von Orfgen, die Werte von 1871 bis 1987 beruhen auf Volkszählungen:
| Jahr | Einwohner |
| ---- | --------- |
| 1815 | 210       |
| 1835 | 267       |
| 1871 | 368       |
| 1905 | 287       |
| 1939 | 238       |

| Jahr | Einwohner |
| ---- | --------- |
| 1950 | 269       |
| 1961 | 231       |
| 1970 | 246       |
| 1987 | 190       |
| 2005 | 248       |

## Politik

### Gemeinderat
Der Gemeinderat in Orfgen besteht aus sechs Ratsmitgliedern, die bei der Kommunalwahl am 9. Juni 2024 in einer Mehrheitswahl gewählt wurden, und dem ehrenamtlichen Ortsbürgermeister als Vorsitzendem.

### Bürgermeister
Oliver Dudziak wurde am 27. August 2024 Ortsbürgermeister von Orfgen. Bei der Direktwahl am 9. Juni 2024 war er als einziger Bewerber mit 70,7 % für fünf Jahre gewählt worden.
Sein Vorgänger Michael Deisting hatte das Amt im Oktober 2019 übernommen. Bei der Wiederholungswahl am 1. September 2019 war er für fünf Jahre gewählt worden. Die Wiederholungswahl wurde notwendig, da bei der Direktwahl am 26. Mai 2019 die einzige Bewerberin nicht die notwendige Mehrheit der Stimmen auf sich vereinigen konnte. Vorgänger von Michael Deisting war Manfred Lichtenthäler, der das Amt 15 Jahre lang ausübte.

### Wappen
Der goldene gelöwte Leopard auf rotem Grund bezieht sich als Wappentier der Grafen von Sayn auf die Grafschaft Sayn. Das schwarze Mühlrad auf goldenem Grund erinnert an die ehemalige Mühle in Orfgen. Der schwarze Pflug auf goldenem Grund symbolisiert die Prägung der Ortschaft durch die Landwirtschaft. Die fünf goldenen Ähren auf grünem Grund stehen für die fünf Orfgener Ortsteile Altenhof, Hofacker, Höllburg, Berg und Hahn.

## Kulturdenkmäler
- Liste der Kulturdenkmäler in Orfgen